# Северная страна (фильм)
«Северная страна» (англ. North Country) — американский фильм-драма режиссёра Ники Каро, вышедший на экраны в 2005 году. Сценарий Майкла Зайцмана был навеян книгой Клары Бингам и Лоры Лиди Генгслер «Коллективный иск: История Лоис Дженсон и знаковое дело, изменившее закон о сексуальных домогательствах» (англ. Class Action: The Story of Lois Jenson and the Landmark Case That Changed Sexual Harassment Law, 2002), которая описывала первое в истории групповое дело о сексуальном домогательстве, известное как «Дело Лоис Е. Дженсон против Эвлет Таконит Ко».

## Сюжет
В 1989 году Джози (Шарлиз Терон) возвращается вместе со своими детьми Сэмом (Томас Кёртис) и Карен (Элле Петерсон) в свой родной городок в северной Миннесоте, после того, как они сбежали от её мужа, который жестоко её избивал. Джози въезжает в дом к своим родителям, Элис (Сисси Спейсек) и Хэнку (Ричард Дженкинс). Хэнк стыдится своей дочери, так как она забеременела в 16 лет, и думает, что это оттого, что Джози — девушка слишком лёгкого поведения. Так же думают и другие жители в городке, поэтому не принимают Джози в своё общество. Её единственный друг — Кайл Додж (Шон Бин) и его жена Глори (Фрэнсис Макдорманд), которая работает на местном железном руднике (основном предприятии в городке). Глори уговаривает её устроиться на рудник. Ещё они разрешают Джози остаться у них вместе с детьми, потому что дома она не может ужиться с отцом.
Джози быстро сближается с другими женщинами-работницами на руднике: Глори, Шерри (Мишель Монаган) и Большой Бетти (Расти Швиммер). Она становится мишенью для провокаций, исходящих от Бобби Шарпа (Джереми Реннер), бывшего, ещё школьного, парня Джози, который тоже работает на руднике. Её попытки прекратить приставания, рассказав о них начальству, лишь ухудшают положение, и вскоре все женщины на руднике начинают попадать под словесное и физическое унижение, исходящее от мужчин-работников. Многие мужчины, включая Бобби, сексуально домогаются Джози.
Отказ Джози от сексуальных отношений приводит к тому, что мужчины начинают распространять ложь о её сексуальной распущенности, о том, что она пытается соблазнить их. Это приводит к тому, что не только отец, не только жёны мужчин-работников, но даже и Сэм начинает отталкивать её, поверив слухам, что его мать — гулящая; он узнаёт, что он родился от её подростковой беременности. После того, как даже собрание директоров рудника отказывается выслушивать жалобы Джози на обращение со стороны мужчин по отношению к женщинам, она увольняется и просит адвоката Билла Уайта (Вуди Харрельсон), друга Кайла и Глории, помочь ей возбудить дело против компании. Билл говорит ей, что лучший способ выиграть подобное дело — попросить других работниц тоже выступить в суде. Женщины, естественно, колеблются, так как это может стоить им работы, и отказываются. В это время Джози узнаёт, что Глори болеет БАС (боковым амиотрофическим склерозом).
Хэнк расстроен решением Джози, и Элис уходит от него, устав слышать, как он обвиняет их дочь в том, в чём она не виновата. Позднее Хэнк собирает встречу профсоюза. Джози приходит на встречу в надежде объяснить шахтёрам, в чём её претензии и почему она хочет судиться с компанией. Когда шахтёры отказываются слушать и начинают оскорблять её, Хэнк встаёт на защиту своей дочери и ругается со своим товарищам по работе за то, что они жестоко обходились с Джози и всеми женщинами на рудной фабрике.
В суде адвокат рудной компании старается обратить против Джози её так называемое «запятнанное гулящее прошлое». Бобби свидетельствует, что сын Джози, Сэм, является «плодом любви» между Джози и одним из её школьных учителей. Тогда Джози раскрывает правду: когда ей и Бобби было 16 лет, учитель поймал их целующимися и прогуливающими урок; их оставили после уроков для наказания. Когда время, отведённое для наказания, вышло, Бобби вышел первым, чтобы завести машину, пообещав, что прокатит Джози. Когда он ушёл, Джози была атакована и изнасилована учителем. Бобби стал свидетелем этого, и, не в состоянии справиться с травмой, интерпретировал увиденное как секс по обоюдному согласию. Джози забеременела, но отказалась и от аборта, и от того, чтобы бросить ребёнка: так появился Сэм. Эта история заставила Боба и Хэнка сожалеть о том, как они относились к Джози все эти годы.
Раскрытие обстоятельств беременности Джози, после которой целый город осуждал и ненавидел её, заставило некоторых шахтёров раскаяться в своём отношении к Джози и принести свои извинения. Это также дало женщинам необходимую им храбрость, и они встали на защиту Джози, поддержав её жалобы на сексуальные домогательства. После чего рудная компания проиграла дело и была вынуждена выплатить женщинам компенсацию за все их страдания, а также компания ввела политику против сексуального домогательства на рабочем месте. Джози, доказавшая свою правоту, благодарит Билла за всё, что он сделал для неё и её семьи. После чего она уходит вместе с Сэмом, чтобы научить того водить машину. Она говорит Сэму, что купит ему машину на его восемнадцатилетие.

## В ролях
| Актёр              | Роль           |
| ------------------ | -------------- |
| Шарлиз Терон       | Джози Эймс     |
| Вуди Харрельсон    | Билл Уайт      |
| Джереми Реннер     | Бобби Шарп     |
| Мишель Монаган     | Шерри          |
| Фрэнсис Макдорманд | Глори Додж     |
| Ричард Дженкинс    | Хэнк           |
| Сисси Спейсек      | Элис Эймс      |
| Шон Бин            | Кайл           |
| Линда Эмонд        | Лесли Конлин   |
| Эмбер Хёрд         | Джози в юности |
| Томас Кёртис       | Сэм            |
| Ксандер Беркли     | Арлин Павич    |
| Расти Швиммер      | Большая Бетти  |

## Съёмки и производство
Луис Дженсон, реальная женщина, на истории которой был создан персонаж Джози Эймс, начала работать на руднике EVTAC в Эвлете, Миннесота, в 1975 году, а начала своё дело против компании в 1984 году, то есть за четыре года до того, как события начались в сценарии фильма. В фильме события были сильно ускорены — в действительности же дело заняло 14 лет. Дженсон отказалась продать свою историю или выступить в качестве консультанта фильма.
Фильм снимался в городках Эвлет, Вирджинии и Чизхольме, в северной Миннесоте; Миннеаполисе, в Сильвер Сити и Санта Фе, в Нью-Мехико.
Премьера фильма состоялась на Кинофестивале в Торонто. Перед тем, как пойти в прокат в кинотеатры, фильм был показан ещё и на Чикагском международном кинофестивале. В первые выходные проката фильм собрал $ 6 422 455, заняв 5-е место по кассовым сборам Бюджет фильма составлял около $30 миллионов долларов США. Фильм собрал $18,324,242 в Соединённых Штатах и $5,300,000 за их пределами. Мировой кассовый сбор таким образом доставил $23,624,242.

## Саундтрек
1. «North Country», Густаво Сантаолалья — 2:08
2. «Girl of the North Country», спетая Лео Коттке[англ.] — 3:33
3. «Tell Ol' Bill», Боб Дилан — 5:08
4. «Werewolves of London[англ.]», Уоррен Зивон — 3:28
5. «Bette Davis Eyes», Ким Карнес — 3:49
6. «If I Said You Had a Beautiful Body (Would You Hold It Against Me)», The Bellamy Brothers[англ.] — 3:17
7. «Lay Lady Lay», Боб Дилан — 3:19
8. «A Saturday in My Classroom», Густаво Сантаолалья — 3:46
9. «Sweetheart Like You», Боб Дилан — 4:37
10. «Baby Don’t Get Hooked on Me», Мак Дэвис[англ.] — 3:05
11. «Do Right to Me Baby (Do Unto Others)», Боб Дилан — 3:52
12. «Standing Up», Густаво Сантаолалья — 2:43
13. «Paths of Victory», Cat Power — 3:24

Песни, которые присутствовали в фильме, но не вошли в выпущенный отдельно саундтрек: «Wasn’t That a Party» группы The Irish Rovers, «Shake the House Down» Молли Хэтчет и караоке-версии песни Джорджа Торогуда «I Drink Alone[en]» и Пэт Бенатар «Hit Me With Your Best Shot[en]».

## Отзывы критиков
На сайте Rotten Tomatoes 69 % критиков дали фильму положительные рецензии (общее количество полученных рецензий — 162. На сайте Metacritic средняя оценка фильма 68 из 100, основанная на 39 отзывах.
Манола Даргис из New York Times назвала фильм «старомодным либеральным слезоточивым фильмом о правде и правосудии» и добавила: «Это один из тех голливудских фильмов, который старается рассказать тяжёлую, горькую историю с максимальным душевным подъёмом».
В своём обзоре в Chicago Sun-Times, Роджер Эберт написал: «Северная страна это один из тех фильмов, которые выводят тебя из себя, заставляют тебя испытывать сильнейшие чувства, потому что драматически показывают то, о чём ты вроде бы слышал, что это существует, но никогда не видел в своей реальной жизни. Мы помним Фрэнсис Макдорманд в роли женщины-полицейского в фильме Фарго, и мы дорожим этими воспоминаниями. В этом фильме роль Макдорманд совсем другая, гораздо грустнее, но привносит на экран тот же здравый смысл и отвагу. Сложите этих двух женщин (как актрис и как персонажей) они смогут сделать практически всё, что угодно. Смотреть, как они это делают — прекрасное чувство»

## Награды и номинации
- 2005 — приз зрительских симпатий на Чикагском кинофестивале.
- 2005 — две номинации на премию «Спутник» за лучшую женскую роль — драма (Терон) и за лучшую женскую роль второго плана — драма (Макдорманд).
- 2006 — две номинации на премию «Оскар» за лучшую женскую роль (Шарлиз Терон) и за лучшую женскую роль второго плана (Фрэнсис Макдорманд).
- 2006 — две номинации на премию «Золотой глобус» за лучшую женскую роль — драма (Терон) и за лучшую женскую роль второго плана (Макдорманд).
- 2006 — две номинации на премию BAFTA за лучшую женскую роль (Терон) и за лучшую женскую роль второго плана (Макдорманд).
- 2006 — две номинации на премию Гильдии киноактёров США за лучшую женскую роль (Терон) и за лучшую женскую роль второго плана (Макдорманд).
- 2006 — две номинации на премию «Выбор критиков» за лучшую женскую роль (Терон) и за лучшую женскую роль второго плана (Макдорманд).